# James Peake
James Benjamin Peake, född 18 juni 1944 i Saint Louis, är en amerikansk politiker och militär (generallöjtnant). Han var USA:s veteranminister 2007–2009.
Peake utexaminerades 1966 från United States Military Academy och avlade 1972 läkarexamen vid Cornell University. Han tjänstgjorde i Vietnamkriget i USA:s armé och dekorerades bland annat för tapperhet i fält. Under sin långa militärtjänst var Peake bland annat verksam som hjärtkirurg. Mellan 2000 och 2004 tjänstgjorde han som generalläkare i USA:s armé.
Peake tillträdde år 2007 som veteranminister. Ingen av föregångarna hade varit general eller läkare för den delen. Han innehade ministerposten fram till slutet av George W. Bushs tid som president.